# ريك أغيليرا
ريك أغيليرا (بالإنجليزية: Rick Aguilera) هو لاعب كرة قاعدة أمريكي، ولد في 31 ديسمبر 1961 في سان غابريل في الولايات المتحدة.

## وصلات خارجية
- ريك أغيليرا على موقع دوري كرة القاعدة الرئيسي (الإنجليزية)
- ريك أغيليرا على موقعبيزبول رفرنس.كوم (الدوري الرئيسي) (الإنجليزية)
- ريك أغيليرا على موقعبيزبول رفرنس.كوم (الدوري الثانوي) (الإنجليزية)
- ريك أغيليرا على موقع جمعية أبحاث البيسبول الأمريكية (الإنجليزية)
- ريك أغيليرا على موقع إي إس بي إن.كوم (أم.أل.بي) (الإنجليزية)
- ريك أغيليرا على موقع مشجعي الرسوم البيانية (الإنجليزية)
- ريك أغيليرا على موقع إن إن دي بي (الإنجليزية)